# Ácritas

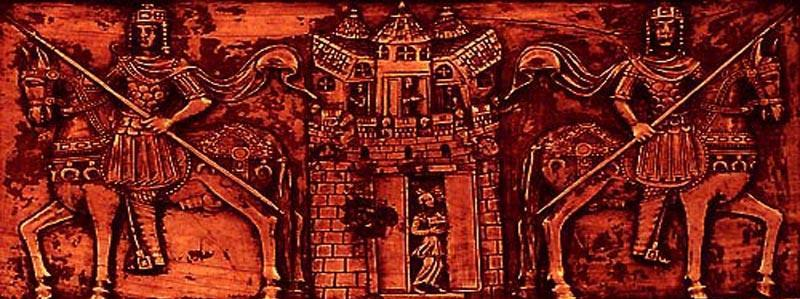
Prato metálico medieval com representação idealizada dos ácritas

Ácritas (em grego: ἀκρίται; romaniz.: Akritai; singular: em grego: ἀκρίτης; romaniz.: akritēs) é um termo usado no Império Bizantino para denotar as unidades do exércitos que guarneciam a fronteira imperial oriental, enfrentando os estados muçulmanos do Oriente Médio; por extensão pode ser aplicado para denotar os habitantes imperiais que habitaram as proximidades da fronteira. Suas façanhas, embelezadas, inspiraram o "épico nacional" bizantino Digenis Acritas e o ciclo de canções acríticas.
O termo é derivado da palavra grega akron/akra que significa fronteira; guardas das fronteiras similares, conhecidos como limítanes, foram empregados no período romano tardio e começo do período bizantino (até século VII) para defender as fronteiras (limes). Em uso bizantino o termo não é técnico, e era usado de forma descritiva, sendo geralmente aplicado aos defensores, bem como os habitantes da zona fronteiriça oriental, incluindo seus colegas muçulmanos. A imagem popular dos ácritas tem sido pesadamente influenciada pelo seu retrato nas canções acríticas, e refere-se às tropas militares estacionadas ao longo da fronteira do império. Na realidade, as tropas bizantinas, estacionadas ao longo das fronteiras eram uma mistura de tropas profissionais e milícias temáticas locais, bem como unidades irregulares que constituíam os ácritas ou apélatas (apelatai) adequado.

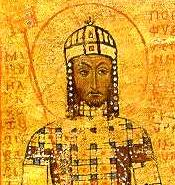
Afresco do imperador Manuel I Comneno, o reformulador dos ácritas no século XII.

Eles eram recrutados de infantaria leve armênia, búlgara e da população bizantina nativa. Pelo século X, a reconquista de muitos territórios no oriente significou que estes últimos eram ética e religiosamente mistos, um fato simbolizado pelo legendário Digenes Akritas: "digenes" significa "as duas raças", ou seja "romana" (bizantina/grega) e "sarracena". Os apélatas, cujo papel e táticas são descritas no De velitatione bellica de Nicéforo II Focas, atuaram como atacantes, batedores e guardas fronteiriços na guerra perene entre bizantinos e os vizinhos orientais, caracterizada por conflitos e invasões. Além da infantaria leve, as forças de fronteira foram complementadas por cavalaria leve chamada trapézitas (trapezitai) ou tasinários (tasinarioi). No caso de um ataque árabe principal (razia), eles deveriam dar o alarme, ajudar na evacuação da população para diferentes fortalezas, encobrir e assediar a força inimiga até reforços chegarem.
Frequentemente, eles eram ativos com bandidos também - eles foram conhecidos como consários (chonsarioi), do búlgaro para "ladrões", no Bálcãs, e no épico de Digenes, os apélatas são bandidos. Se a estes homens também era dada propriedades militares como os outros soldados temáticos para cultivar ou viver das rendas dos minifúndios enquanto se concentravam em seus deveres militares ainda é uma questão de debate. Seus oficiais, contudo, eram retirados da aristocracia local.
Os ácritas declinaram em importância pelo século X, pois as conquistas bizantinas empurraram as fronteiras para leste, e a defesa radicalmente foi restruturada, com pequenos temas agrupados em cinco grandes regiões (Edessa, Antioquia, Mesopotâmia, Vaspracânia e Cáldia) comandadas por um duque e uma presença pesada de tropas profissionais (tagmas). Durante a primeira metade do século XI, os bizantinos enfrentaram pouco perigo no oriente, o que permitiu que sua força militar enfraquecesse. Como resultado, eles não foram capazes de deter o rápido avanço dos turcos seljúcidas na Ásia Menor.
A instituição, na forma de uma força criada por habitantes locais em troca de terras e isenções fiscais, foi restabelecida sob Manuel I Comneno (r. 1143–1180), quando ele reorganizou os temas na reconquista ocidental da Ásia Menor. É também atestado durante o Império de Niceia, guardando a fronteira anatólia, especialmente em torno do vale do Meandro, contra as incursões dos nômades turcos. Seu apego à dinastia dos Láscaris, contudo, levou os a revolta contra o imperador usurpador Miguel VIII Paleólogo (r. 1259–1282) em 1262. Após a revolta ser suprimida, os ácritas foram então inscritos para o exército regular, e suas isenções foram anuladas. Como resultado, dentro de uma geração, eles tinham efetivamente deixado de existir, abrindo caminho para a completa perda das possessões bizantina na Ásia Menor durante a primeira metade do século XIV.